# خورخي زافالا
خورخي زافالا هو سياسي إكوادوري، ولد في 13 مايو 1922 في غواياكيل في الإكوادور، وتوفي بنفس المكان في 9 مايو 2014 بسبب نوبة قلبية. نشط حزبياً في Democratic Left (Ecuador) ‏. وقد انتخب National Congress Deputy ‏.